# Matt Berry
Matt Berry, né le 2 mai 1974 à Bromham (Bedfordshire), est un acteur, humoriste, scénariste et musicien britannique.

## Biographie
Matt Berry est connu pour plusieurs rôles dans des séries humoristiques britanniques, notamment pour son interprétation de Todd Rivers, jouant lui-même le personnage de Lucien Sanchez dans la série parodique d'horreur Garth Marenghi's Darkplace ou encore dans le rôle du chef d'entreprise Douglas Reynholm dans la série The IT Crowd ou bien The Mighty Boosh. Avec Rich Fulcher, il a créé et joué dans la série comique culte Snuff Box, qui comportait des chansons écrites et composées par Berry. Il a également écrit l'opéra rock parodique AD/BC pour la BBC Three en 2004. En plus d'être acteur, Matt a également une carrière musicale très colorée et a sorti 9 albums à ce jour sous le label Acid Jazz. La majorité de sa musique est composée par lui-même, mais de temps à autre, il fait appel à son groupe, The Maypoles, qui se produit également en direct lors des concerts de Matt. Sa chanson la plus célèbre est "Take My Hand", utilisée dans "Snuff Box" pendant le sketch d'Elton John, et dans Toast Of London, comme thème principal. Son thème de "Snuff Box" a également été utilisé très brièvement dans le film à succès Dredd et a été repris par l'artiste R&B américain Geno Washington. Le style musical de Berry varie du rock progressif au folk expérimental, le tout lié à une touche électronique, avec des mélodies récurrentes dans certaines chansons.

## Filmographie

### Scénariste
- 2004 : AD/BC: A Rock Opera
- 2006 :  Snuff Box (en) (2 épisodes)
- 2006 : Darkplace Illuminatum
- 2006 : Horrificata Illuminata
- 2008 : The Wrong Door
- 2012 : Toast of London

### Acteur
- 2004 : Garth Marenghi's Darkplace : Dr Lucien Sanchez et Todd Rivers (6 épisodes)
- 2004 : The Mighty Boosh : Dixon Bainbridge (4 épisodes)
- 2004 : AD/BC: A Rock Opera : Innkeeper et Tim Wynde
- 2006 : Snuff Box (5 épisodes)
- 2006 : The Mighty Boosh Live : Dixon Bainbridge
- 2006 : Darkplace Illuminatum : Todd Rivers
- 2006 : Horrificata Illuminata : Todd Rivers
- 2006 : Man to Man with Dean Learner : l'interviewer et Sanchez (5 épisodes)
- 2007 : Saxondale : Geoff (2 épisodes)
- 2007 : The Devil's Chair : Brett Wilson
- 2007 : The Peter Serafinowicz Show : Plusieurs personnages (2 épisodes)
- 2007 : The Golf War : Tony Bone
- 2007-2010 : The IT Crowd : Douglas Reynholm (16 épisodes)
- 2008 : The Wrong Door : Plusieurs personnages (3 épisodes)
- 2008-2010 : The Sarah Silverman Program. : Maître Hibou et Sir Corin Ashley (2 épisodes)
- 2009 : Moon : Overmeyers
- 2009 : Svengali : Jeremy Braines
- 2009 : A Bit of Tom Jones? : Philip da Purve
- 2010 : Braincell : Neil Balsam
- 2010 : I Make Sense of Humour : Lui-même
- 2010 : Five Daughters : le journaliste du Mirror (1 épisode)
- 2010 : Huge : le créateur
- 2010 : The Pizza Miracle : Daniel
- 2011 : Duckworth : Turk Cinnamon (1 épisode)
- 2011 : Aqua Teen Hunger Force : Allen (1 épisode)
- 2011 : Un jour : Aaron
- 2011 : Shooting Stars : Vangelis
- 2011 : Angry White Man : Bulldog Hayes
- 2012 : Loserville : l'hôtelier
- 2012 : Blanche-Neige et le Chasseur : Percy
- 2012 : The Wedding Video : Roger
- 2012 : Toast of London : Steven Toast
- 2013 : Portlandia : Squiggleman (1 épisode)
- 2015 : Community : Professeur d'arnaque (1 épisode)
- 2018 : Une soirée avec Beverly Luff (An Evening with Beverly Luff Linn) de Jim Hosking : Rodney
- 2018 : Désenchantée (série télévisée) : le prince Merkimer (voix)
- 2019-2024 : What We Do in the Shadows : Laszlo
- 2019 : Le Monde magique de Reggie : Croupi-Sorcière
- 2022 : Toast of Tinseltown : Steven Toast
- 2023 : Great Expectations : Mr Pumblechook
- 2023 : "Krapopolis" : Shlub (voix)
- 2023 : Léo, la fabuleuse histoire de Léonard de Vinci : le pape Léon X (voix)
- 2024 : Fallout : Sébastien Leslie
- 2025 : Bubble and Squeak d'Evan Twohy :

### Doublage de jeux vidéo
- 2012 : Worms: Revolution
- 2024 : Thank Goodness You're Here![1]

## Distinction

### Nomination
- Critics' Choice Television Awards 2021 : Meilleur acteur dans une série télévisée comédie ou musicale pour What we do in the Shadows[2]

## Discographie

### Albums studio
- 2005 - Opium
- 2011 - Witchazel
- 2013 - Kill The Wolf
- 2014 - Music For Insomniacs
- 2016 - The Small Hours
- 2017 - Night Terrors (Nocturnal Excursions in Music)
- 2018 - Television Themes
- 2020 - Phantom Birds
- 2021 - The Blue Elephant
- 2023 - Simplicity
- 2025 - Heard Noises

### Compilations
- 2021 - Gather Up (Coffret 4CD inclus un "Best Of" de 21 titres + des raretés, inédits, Live, démos...)